# Carmagnole (vêtement)
Pour les articles homonymes, voir Carmagnole.

Carmagnole, d'après un exemplaire exposé au musée de l'Armée de Paris.

La carmagnole est une veste à basques courtes et à gros boutons, jaquette de cérémonie portée par les paysans. Introduite en France par un jacobin (1791), elle prit une teinte politique. Elle inspira un chant populaire, « La Carmagnole ». La carmagnole est à relier au vêtement porté par les paysans piémontais : Carmagnola est un village de la région de Turin, d'où est originaire l'un des plus fameux condottieri italiens : Francesco Bussone da Carmagnola (1390-1432).

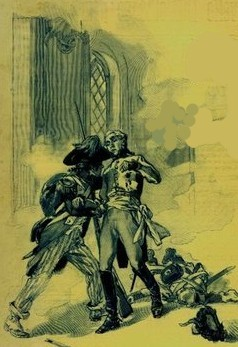
Un carmagnole (à gauche) secourant un membre des émigrés lors de la Révolution française.